# Michael Hepp (Wirtschaftswissenschaftler)
Michael Hepp (* 11. Januar 1983 in Bad Waldsee) ist ein deutscher Wirtschaftswissenschaftler. Seit dem 1. März 2022 ist er Professor für Strategie und Internationales Management an der Fakultät Wirtschaft der Hochschule Furtwangen.

## Leben
Hepp absolvierte eine Berufsausbildung als Industriemechaniker bei Voith im Jahr 2002. Anschließend studierte er Wirtschaftswissenschaften an der Hochschule Heilbronn, wo er im Jahr 2009 seinen Bachelor of Arts abschloss, und an der Universität Hohenheim, wo er im Jahr 2011 seinen Master of Science erlangte. Von 2013 bis 2017 promovierte Hepp an der Universität Hohenheim im Themenbereich Servicetransformation und Digitalisierung.
Michael Hepp ist ein Experte im Bereich der Digitalen Transformation und der Strategie. Neben seiner akademischen Tätigkeit als Professor an der Hochschule Furtwangen ist er Mitglied des Beirats für den MBA Studiengang Digital Management & Marketing an der Hochschule für Wirtschaft und Umwelt Nürtingen-Geislingen. Zudem ist Hepp mit seiner eigenen Beratung im Bereich der Digitalen Transformation, Strategie und Organisationalen Transformation aktiv.

## Veröffentlichungen (Auswahl)
- M. Bruhn, M. Hepp, K. Hadwich: Vom Produkthersteller zum Serviceanbieter – Geschäftsmodelle der Servicetransformation. In: Marketing Review St. Gallen. Vol. 32, Nr. 1, 2015, S. 28–39. (link.springer.com)
- M. Bruhn, M. Hepp, K. Hadwich: Vom Produkthersteller zum Serviceanbieter – Geschäftsmodelle der Servicetransformation. In: M. Bruhn, K. Hadwich (Hrsg.): Interaktive Wertschöpfung durch Dienstleistungen. 2015. (link.springer.com)
- Ch. F. Koof, M. Hepp, M. Büttgen, K. Hadwich: Rolle der Kundenintegration im Servicetransformationsprozess. In: M. Bruhn, K. Hadwich (Hrsg.): Forum Dienstleistungsmanagement. 2016, S. 451–480. (link.springer.com)
- M. Hepp: Erfolgsfaktoren zur Umsetzung der Transformation vom Produkthersteller zum Serviceanbieter. Hohenheim 2016. (opus.uni-hohenheim.de)
- A. Krebs, M. Hepp, K. Hadwich: Erfolgsfaktoren der Integration wissensintensiver Dienstleistungen im Servicetransformationsprozess. In: M. Bruhn, K. Hadwich (Hrsg.): Forum Dienstleistungsmanagement - Dienstleistungen 4.0: Geschäftsmodelle - Wertschöpfung. 2017, S. 133–157. (link.springer.com)
- M. Hepp, S. Akaya: Field sales transformation – Digital services to improve sales processes and productivity. In: M. Bruhn, K. Hadwich (Hrsg.): Forum Dienstleistungsmanagement. 2020. (link.springer.com)
- M. Hepp, S. Detscher: Multi-Level Digital Business Model Transformation – Eine Analyse am Beispiel der Maschinenbaubranche. In: S. Detscher: Digital Management und Marketing. 2022. (link.springer.com)
- S. Drescher, S. König, M. Hepp: Kommunikation als Erfolgsfaktor für Digitalstrategien – Eine rhetoriktheoretische Perspektive. In: S. Detscher: Digital Management und Marketing. 2021. (springerprofessional.de)